# Quảng trường chợ phố cổ, Warszawa

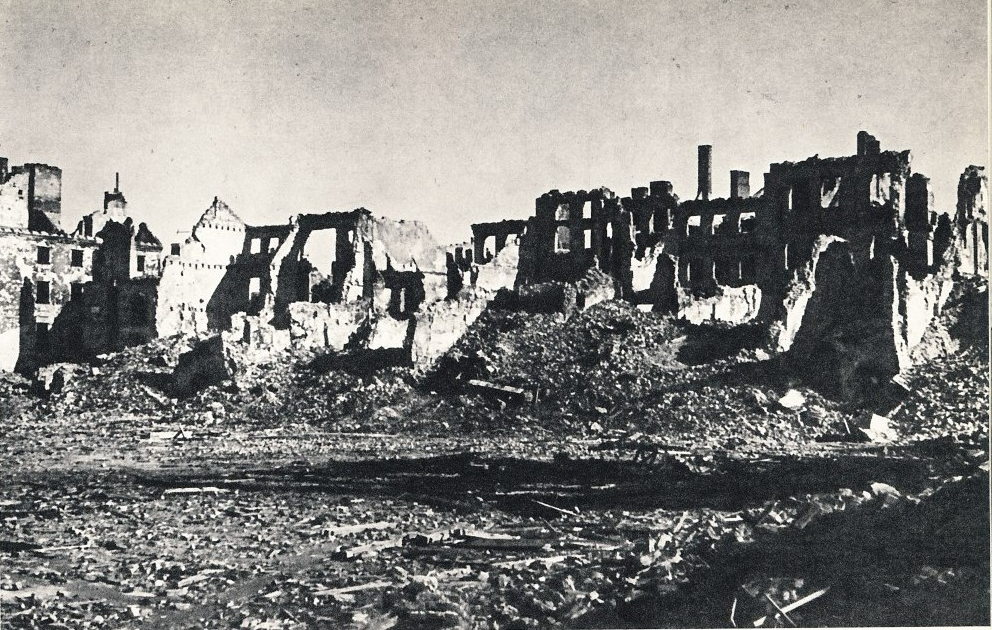
Khu chợ phố cổ Warsaw, Barrs Side, ảnh năm 1945

Quảng trường chợ Phố cổ của Warsaw (tiếng Ba Lan: Rynek Starego Miasta) là trung tâm và là một phần lâu đời nhất của Phố cổ Warsaw, thủ đô của Ba Lan. Ngay sau cuộc nổi dậy Warsaw, nơi đây đã bị Quân đội Đức thổi bay nơi này một cách có hệ thống. Sau Thế chiến II, Khu chợ phố cổ được khôi phục lại diện mạo của nó trước chiến tranh.

## Lịch sử

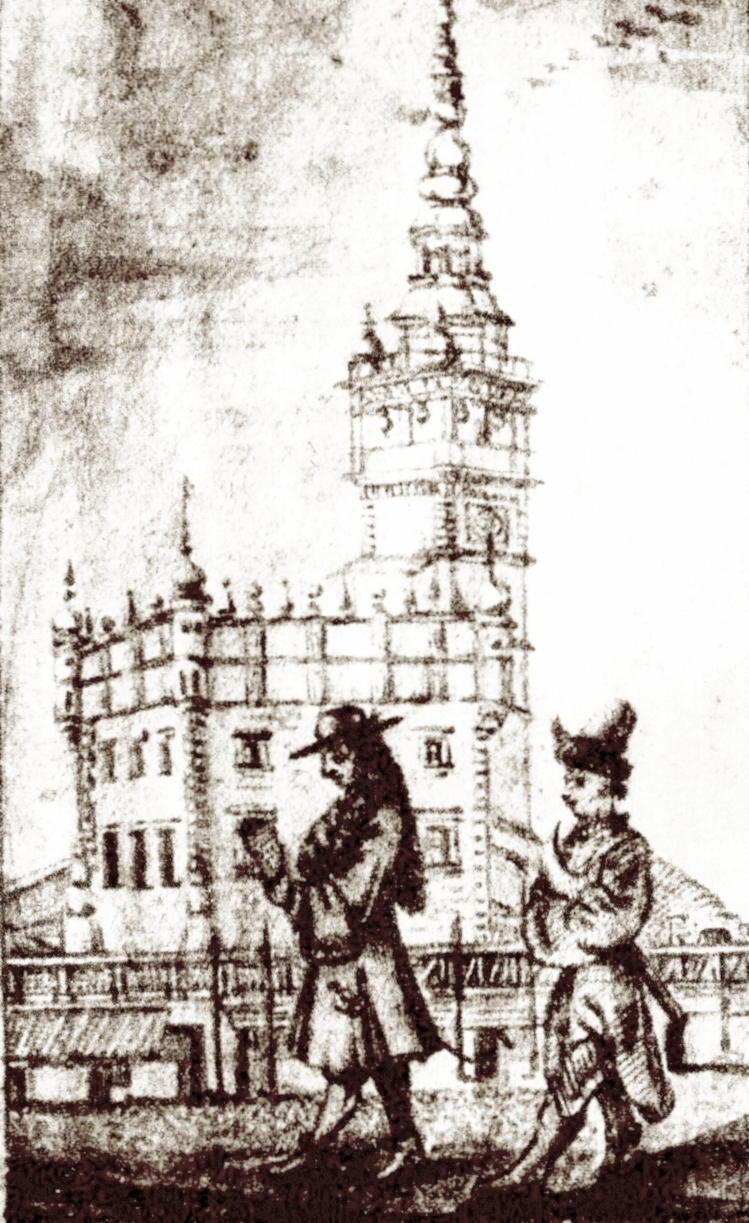
Tòa thị chính năm 1701

Quảng trường chợ phố cổ là trung tâm thực sự của Phố cổ, và cho đến cuối thế kỷ 18, đây là trái tim của thủ đô Warsaw. Nó bắt nguồn từ cuối thế kỷ 13, cùng thời điểm thành phố được thành lập. Tại đây, đại diện của các bang hội và thương nhân đã gặp nhau trong tòa thị chính (được xây dựng trước năm 1429, đã bị sụp đổ vào năm 1817), nơi đây có các hội chợ và cuộc hành quyết thỉnh thoảng được tổ chức. Những ngôi nhà xung quanh nó đại diện cho phong cách kiến trúc Gothic cho đến trận hỏa hoạn lớn năm 1607, sau đó chúng được xây dựng lại theo phong cách trễ thời Phục hưng và cuối cùng theo phong cách Baroque muộn do Tylman Gamerski thiết kế vào năm 1701.
Đặc điểm chính vào thời điểm đó là tòa thị chính rộng lớn, được xây dựng lại vào năm 1580 theo phong cách Ba Lan bởi thiết kế bởi Antoneo de Ralia và một lần nữa trong khoảng thời gian 1620-1621. Lối kiến trúc của tòa nhà tương tự như nhiều cấu trúc khác thuộc loại đó ở Ba Lan (ví dụ: tòa thị chính ở Szydłowiec). Nó được trang trí với gác mái và bốn tháp bên. Một tháp đồng hồ, được tô điểm bằng một mái vòm có rìa bên ngoài, được bao phủ bởi một ngọn tháp hình bóng đèn điển hình cho kiến trúc theo phong cách Warsaw (một ví dụ là Lâu đài Hoàng gia).
Khu vực này đã bị hư hại bởi những quả bom của Luftwaffe Đức trong Cuộc xâm lược Ba Lan (1939). Quảng trường chợ Phố cổ được xây dựng lại vào những năm 1950, sau khi bị Quân đội Đức phá hủy sau khi đàn áp cuộc nổi dậy Warsaw năm 1944. Ngày nay nó là một điểm thu hút khách du lịch lớn.

## Tính năng, đặc điểm
Các tòa nhà hiện tại được xây dựng lại từ năm 1948-1953, để trông giống như chúng đã từng trong thế kỷ 17 khi nó chủ yếu là nơi sinh sống của các gia đình thương nhân giàu có. Nàng tiên cá Warsaw, một tác phẩm điêu khắc bằng đồng của Konstanty Hegel, đã trở thành biểu tượng của Warsaw từ năm 1855.
Tên của các nghị sĩ Ba Lan thế kỷ 18 được sử dụng để đặt tên cho bốn phía rộng lớn này (90 x 73 m hoặc 295 x 240   ft) vuông:
- Dekert (Strona Dekerta), phía bắc (số 28-42), được đặt theo tên của Jan Dekert, nơi có Bảo tàng Lịch sử Warsaw. Lối vào nằm trong một tòa nhà có tên "The Negro" (Pod Murzynkiem, nr 36), phía sau tấm biển truyền thống đặt trên ô cửa.[11]
- Barss (Strona Barssa), phía đông (số, 2-26), với Bảo tàng Adam Mickiewicz vinh danh nhà thơ Ba Lan thế kỷ 19.[12]
- Kołłątaj (Strona Hugo Kołłątaja), phía tây (số, 15-31).[13]
- Zakrzewski (Strona Zakrzewskiego), phía nam (số, 1-13).[14]

Quảng trường được duy trì bởi những Wario Wojciech, những người thường có thể được nhìn thấy trong trang phục truyền thống, bao gồm một bộ đồ màu đỏ và một thanh kiếm cong. 

## Hình ảnh

### Hình ảnh lịch sử

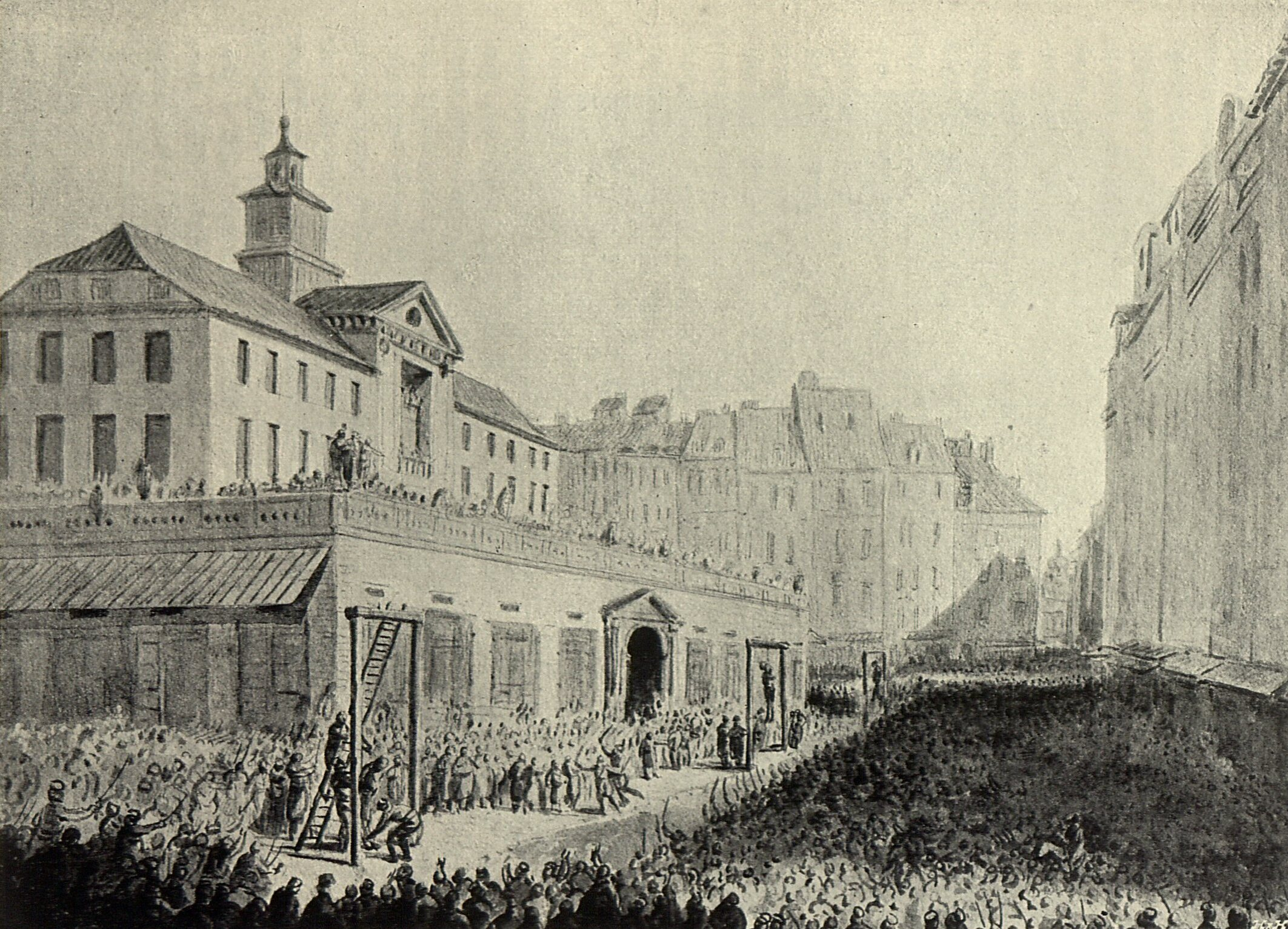
Khu chợ phố cổ năm 1794
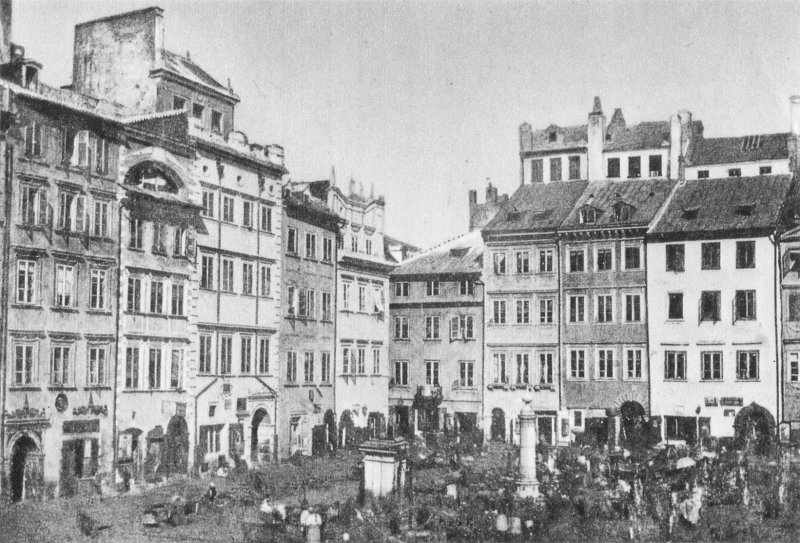
Quảng trường vào những năm 1860
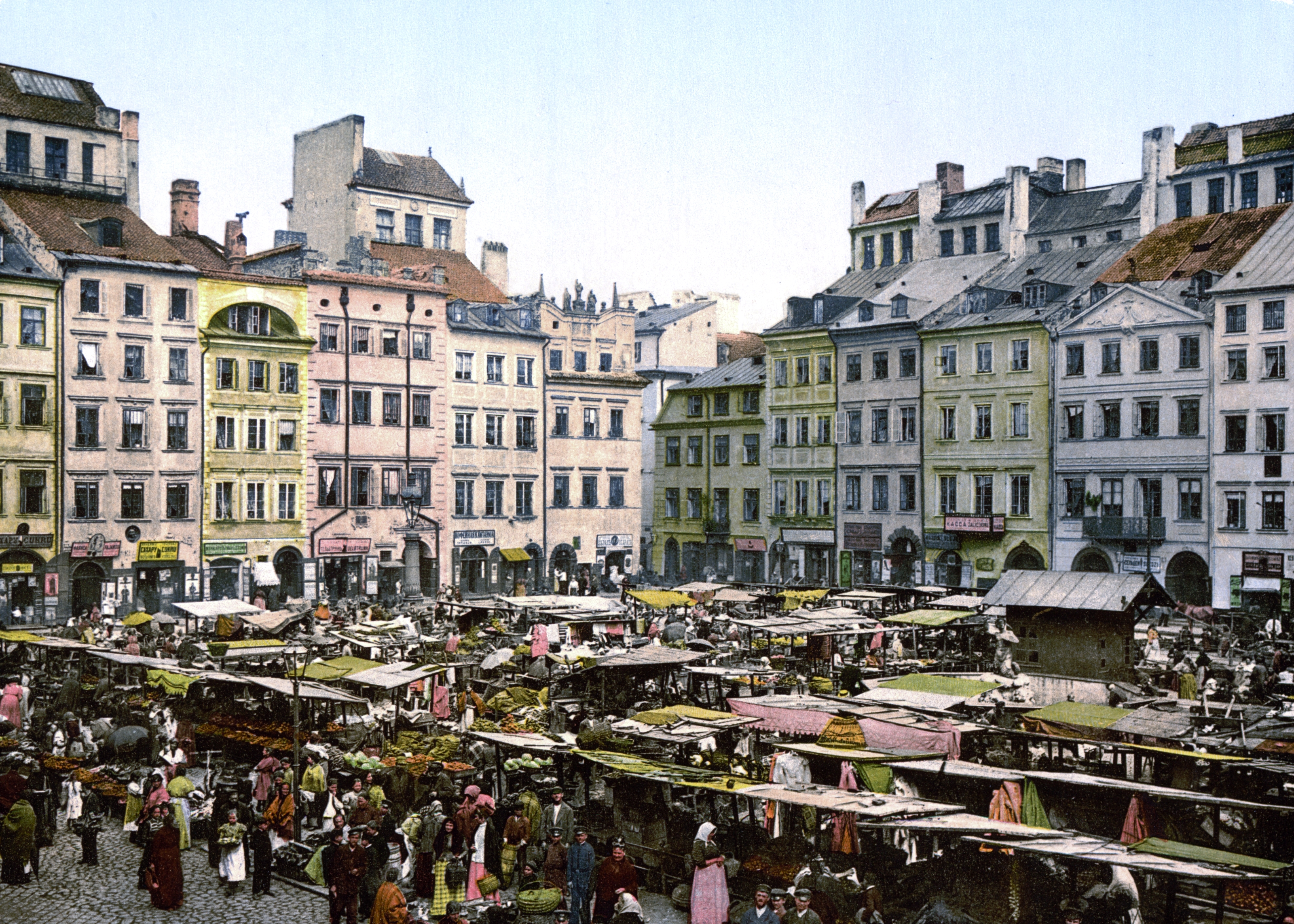
Từ 1890 đến 1905
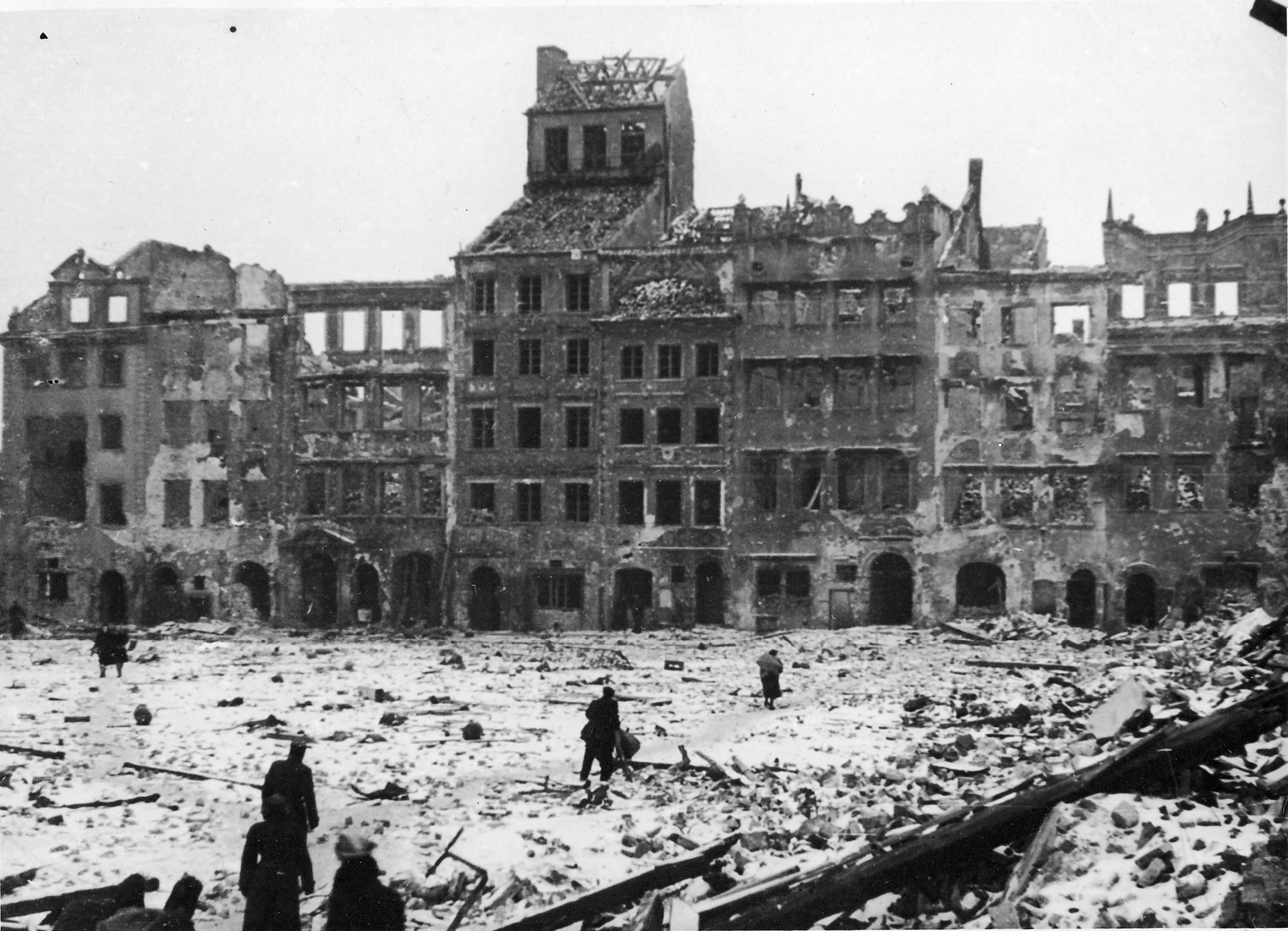
Ngay sau kết thúc chiến tranh

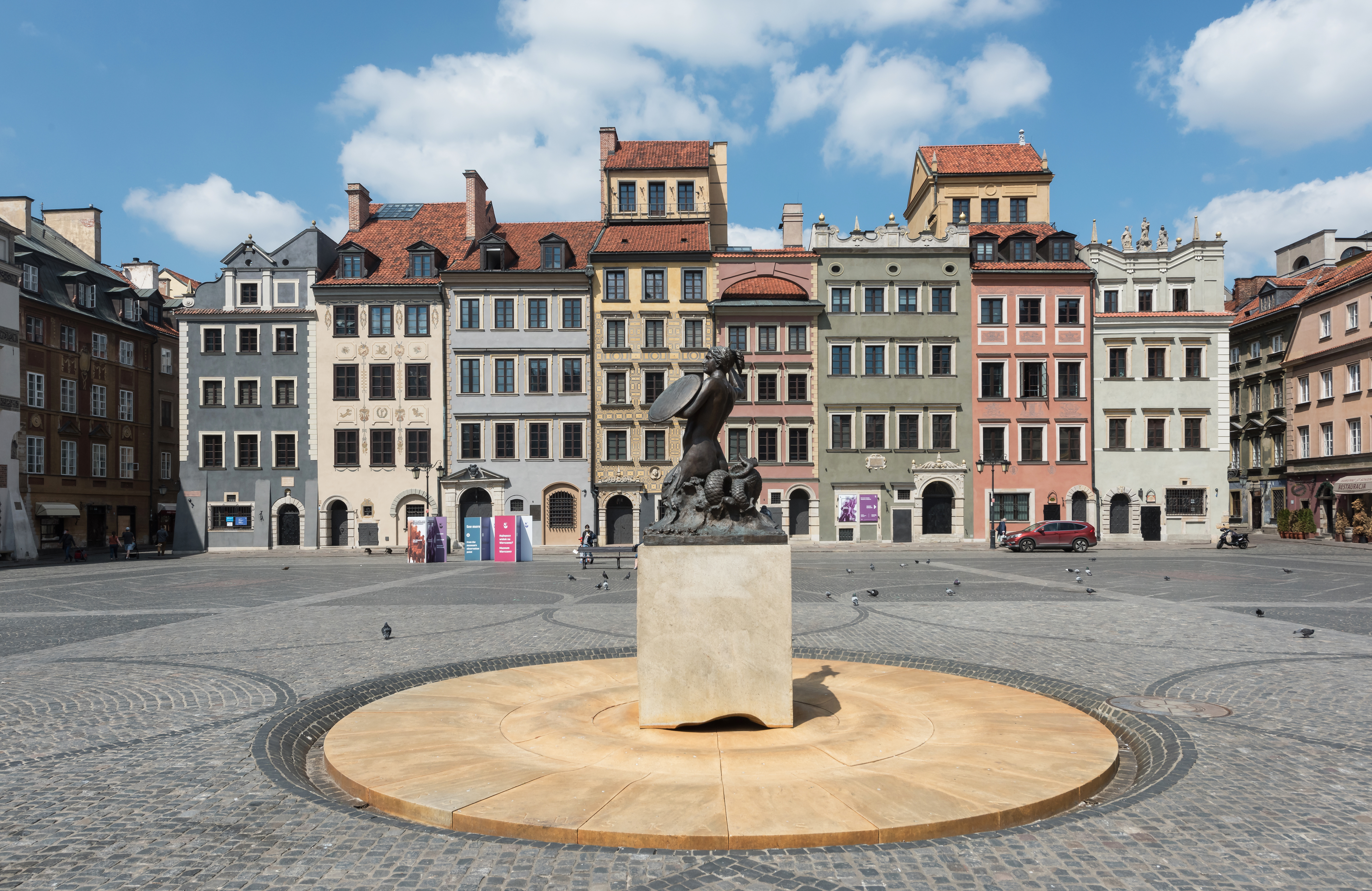
Dekert
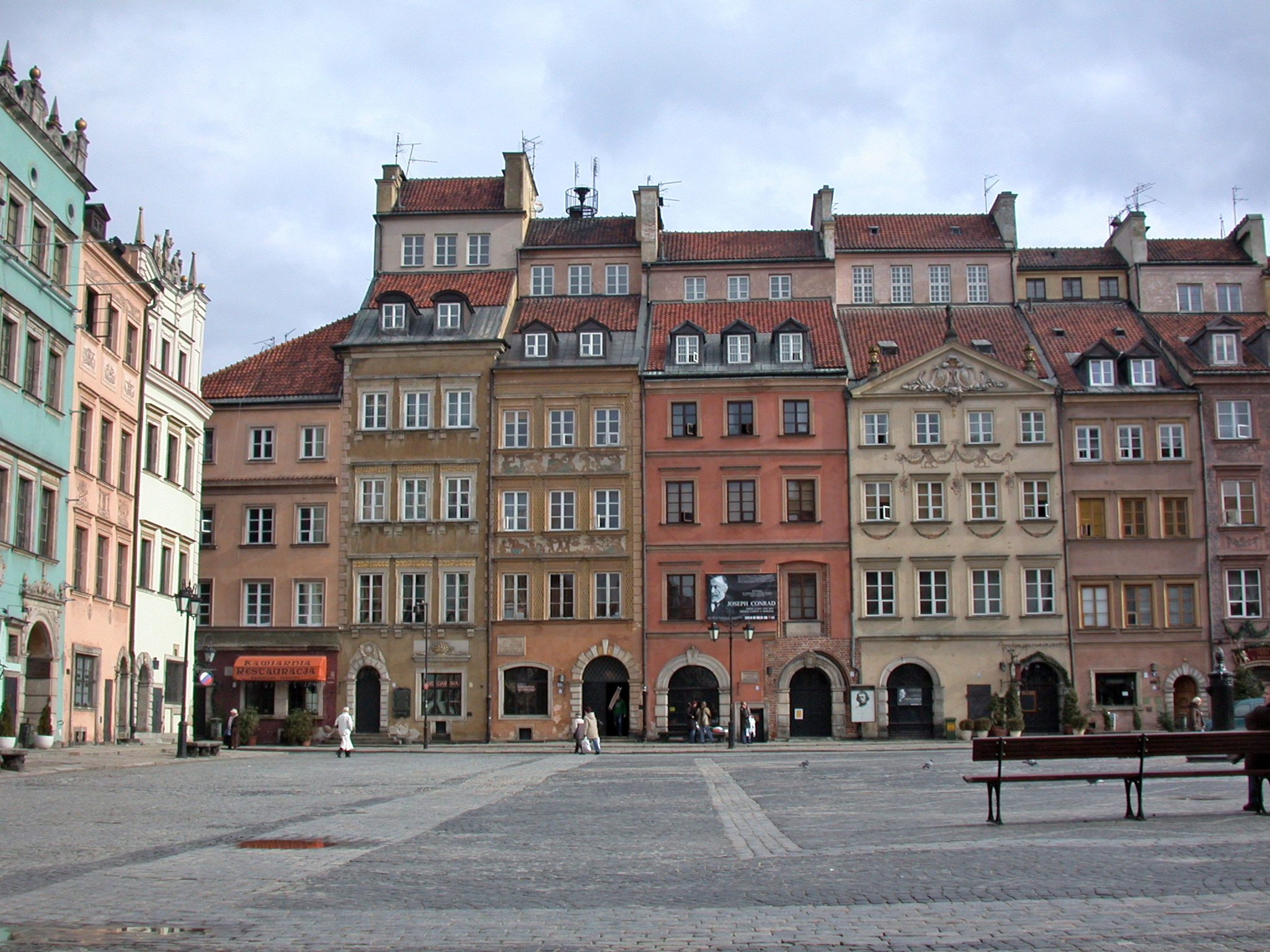
Bars
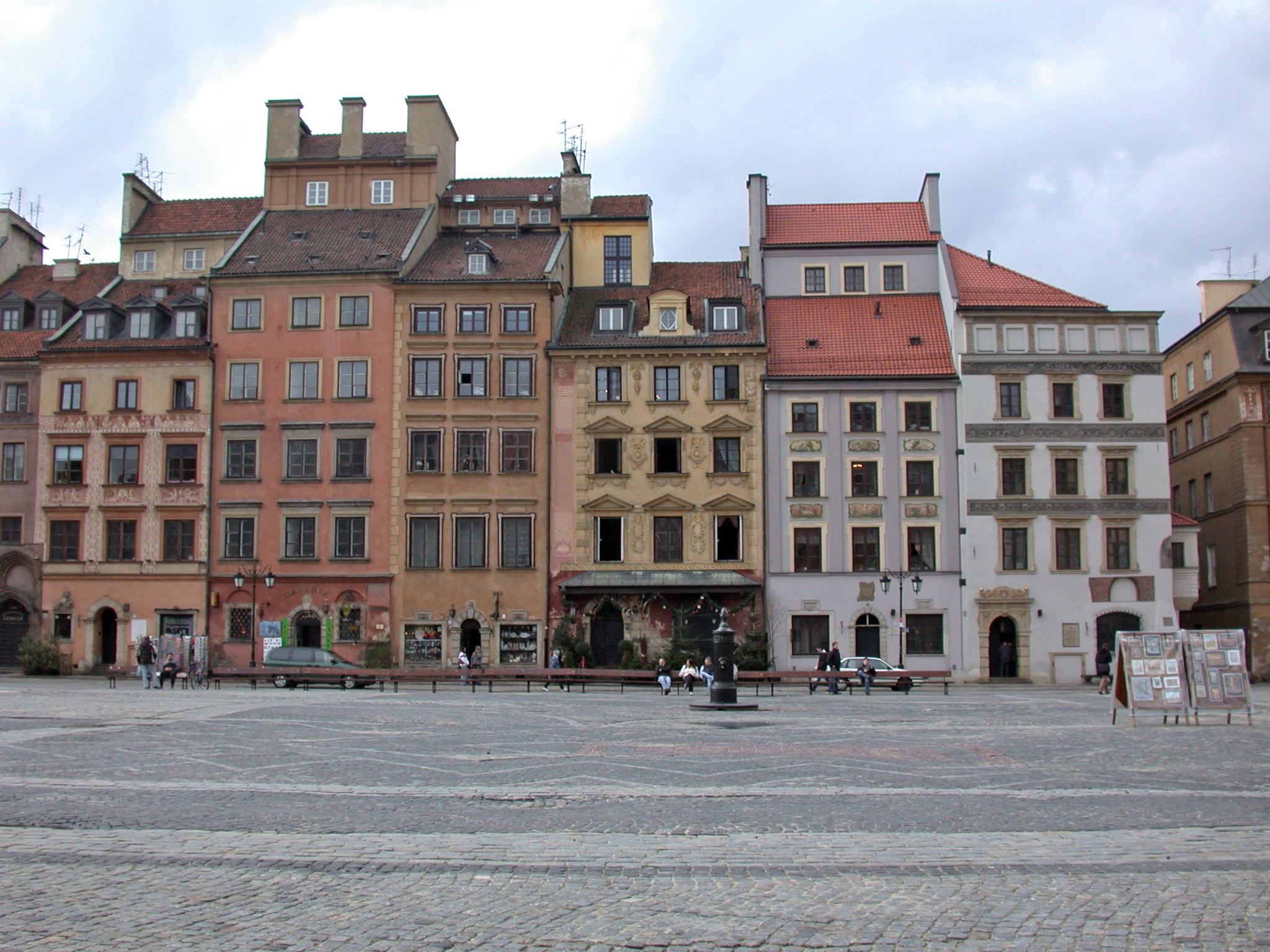
Kołłątaj
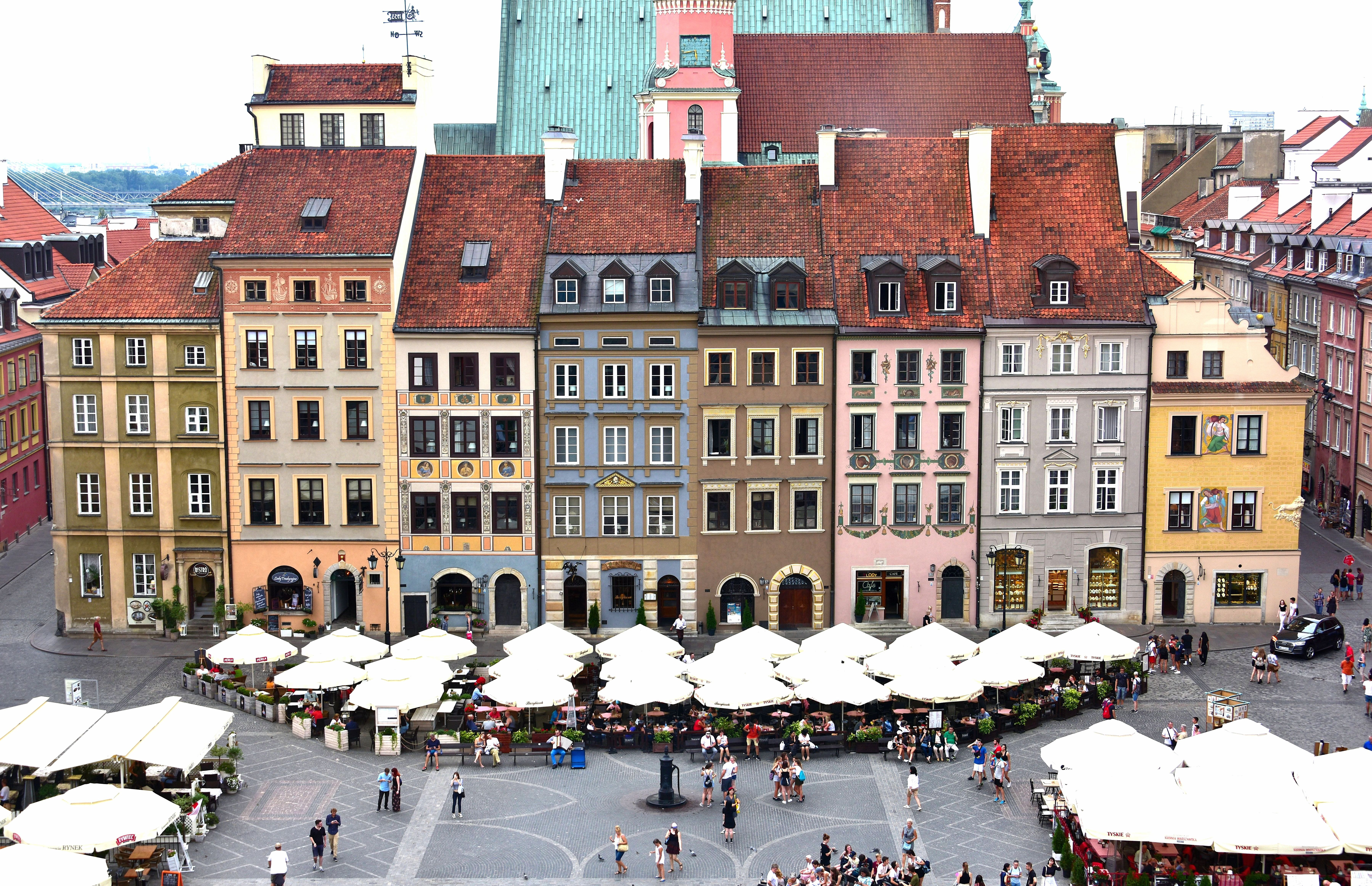
Zakrzewski

### Chi tiết

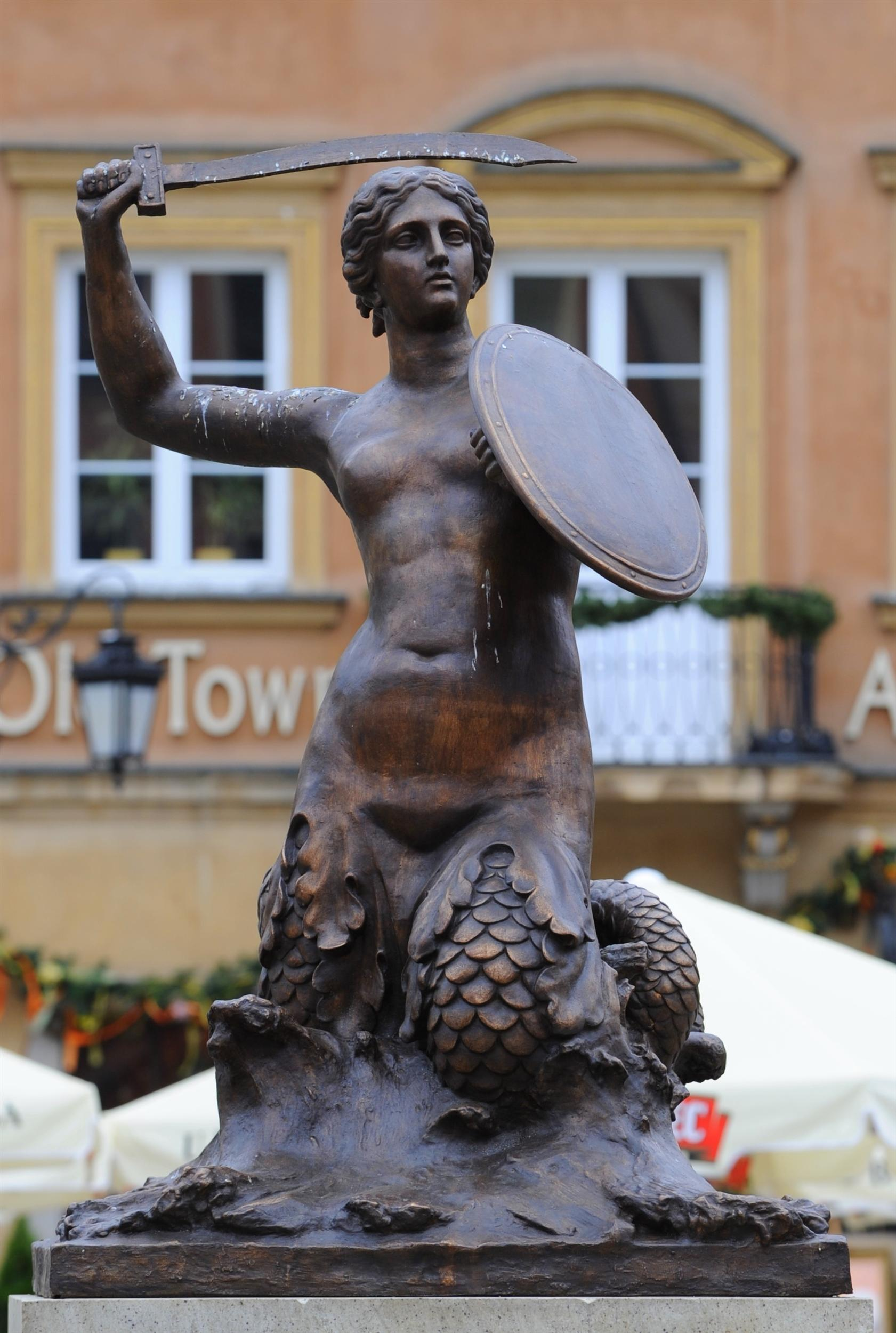
Nàng tiên cá Warsaw
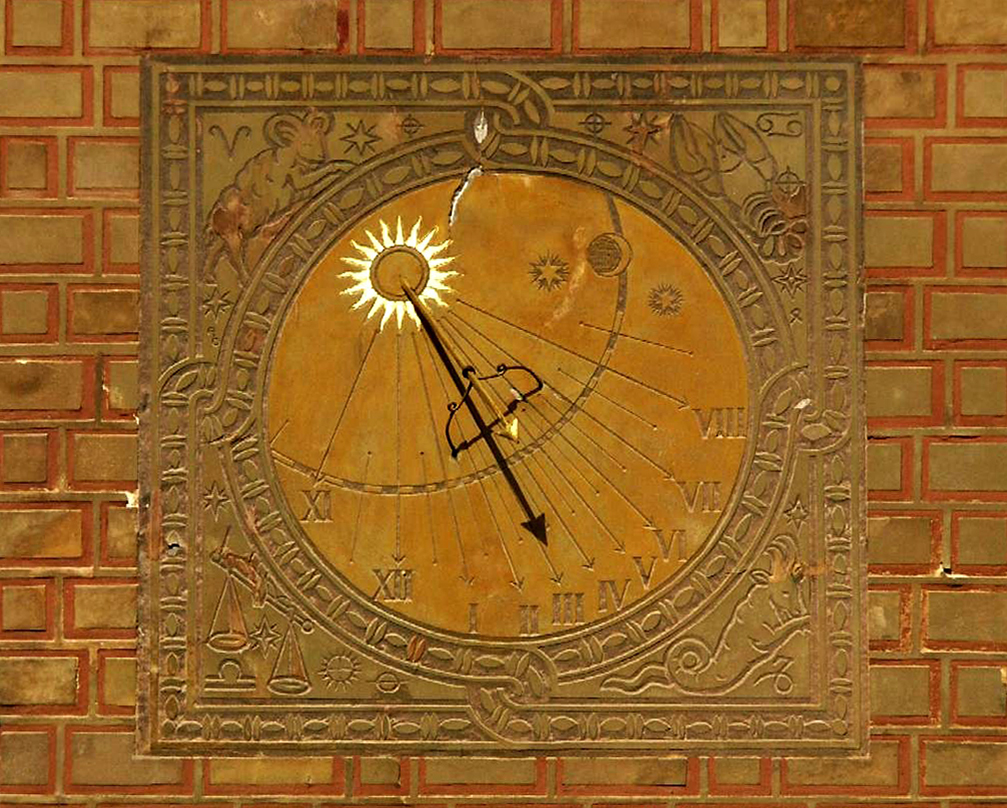
Đồng hồ treo tường (phía Zakrzewski)
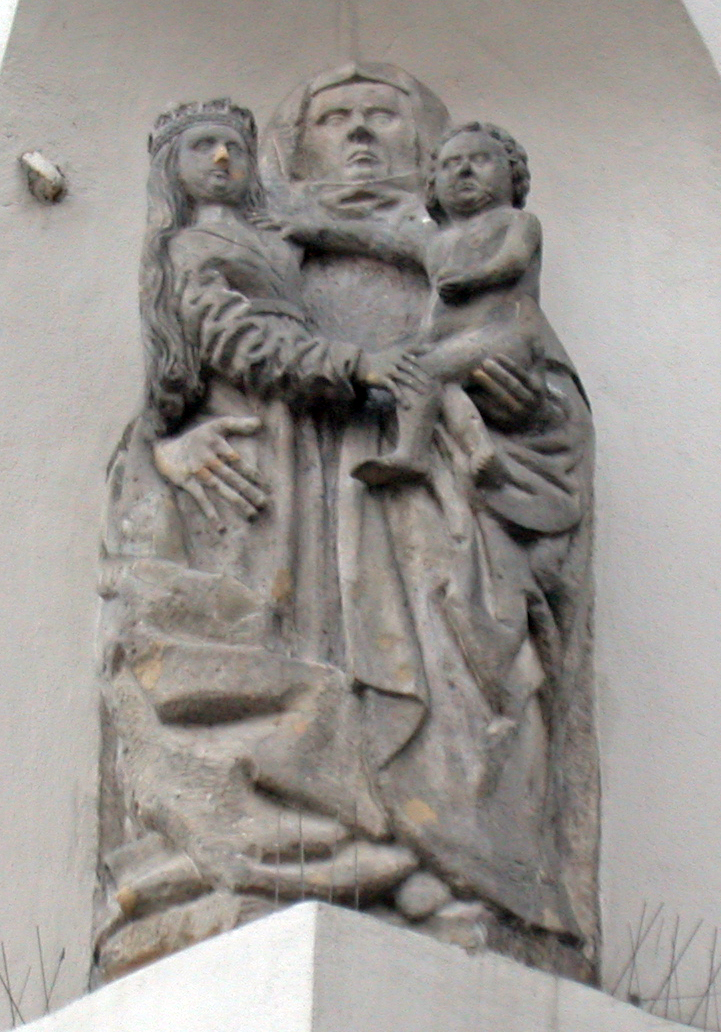
Bức tượng Saint Anne thế kỷ 16 (phía Kołłątaj)